# CSP UM Timișoara
El UM Timisoara fue un equipo de fútbol de Rumania que alguna vez jugó en la Liga I, la primera división de fútbol en el país.

## Historia
Fue fundado en el año 1960 en la ciudad de Timisoara y en su historia no se distinguió por conseguir buenos resultados, ya que estaba jugando en sus primeros años en las categorías regionales de Rumania.
Fue entre finales del siglo XX e inicios del siglo XXI que el club experimentó un avance en su nivel de juego, principalmente porque lograron jugar en la Liga I por primera vez en su historia en la temporada 2001/02 tras ganar el grupo 2 de la Liga II.
La temporada 2001/02 fue la primera y última temporada del club en la máxima categoría luego de que solo ganaron 3 de los 30 partidos que jugó y solo totalizó 15 puntos en toda la temporada.
Posteriormente el club pasó entre la segunda y tercera categoría hasta que en la temporada 2007/08 desciende a la Liga IV al terminar en 16º lugar del grupo 5 de la Liga III, desapareciendo antes de que iniciara la temporada 2008/09.

## Palmarés
- Liga II (1): 2000–01
- Liga III (4): 1969–70, 1990–91, 1996–97, 1998–99

## Entrenadores

### Entrenadores destacados
| - Gheorghe Chimiuc - Cristian Contescu - Aioanei Ciprian - Aurel Șunda - Costică Rădulescu | - Orlando Trandu - Ion Liță Dumitru - Costică Toma - Gheorghe Staicu - Steop Remus |